# Winterlingen
Winterlingen är en kommun (tyska Gemeinde) i Zollernalbkreis i delstaten Baden-Württemberg i Tyskland. Kommunen består av ortsdelarna (tyska Ortsteile) Winterlingen, Benzingen och Harthausen. Folkmängden uppgår till cirka 6 400 invånare, på en yta av 50,64 kvadratkilometer.
Kommunen ingår i kommunalförbundet Winterlingen tillsammans med kommunnen Straßberg.

## Befolkningsutveckling
| Befolkningsutvecklingen i Winterlingen 1975–2015 | Befolkningsutvecklingen i Winterlingen 1975–2015 | Befolkningsutvecklingen i Winterlingen 1975–2015 | Befolkningsutvecklingen i Winterlingen 1975–2015 | Befolkningsutvecklingen i Winterlingen 1975–2015 |
| ------------------------------------------------ | ------------------------------------------------ | ------------------------------------------------ | ------------------------------------------------ | ------------------------------------------------ |
|                                                  |                                                  |                                                  |                                                  |                                                  |
| År                                               |                                                  |                                                  | Folkmängd                                        | Areal (ha)                                       |
| 1975                                             | 1975                                             |                                                  | 6 415                                            | 5 065                                            |
| 1980                                             | 1980                                             |                                                  | 6 383                                            | 5 064                                            |
| 1985                                             | 1985                                             |                                                  | 6 254                                            |                                                  |
| 1990                                             | 1990                                             |                                                  | 6 648                                            |                                                  |
| 1995                                             | 1995                                             |                                                  | 6 801                                            |                                                  |
| 2000                                             | 2000                                             |                                                  | 6 708                                            |                                                  |
| 2005                                             | 2005                                             |                                                  | 6 664                                            |                                                  |
| 2010                                             | 2010                                             |                                                  | 6 473                                            |                                                  |
| 2015                                             | 2015                                             |                                                  | 6 386                                            |                                                  |
|                                                  |                                                  |                                                  |                                                  |                                                  |